# Space Probe Taurus
Pour plus de détails, voir Fiche technique et Distribution.
Space Probe Taurus est un film de Burt Topper produit en 1965.

## Fiche technique
- Musique : Marlin Skiles